# 삼총사 (2002년 드라마)
《삼총사》는 2002년 11월 6일부터 2003년 1월 2일까지 방영된 문화방송 수목 미니시리즈이다.

## 기획 의도
인천에서 학창 시절을 같이 보냈지만 성장한 후 각기 다른 길을 걷게 되는 세 친구를 중심으로 정계와 재계의 뒷이야기를 다루는 드라마

## 줄거리
미래그룹 회장의 숨겨진 아들로 벤처기업가가 된 박준기, 총학생회장을 거쳐 시민단체 활동가로 이름을 날리다가 정계에 입문한 장범수, 고아원에서 자라 조직폭력배 부두목이 된 도재문이 어린 시절 삼총사를 결성한 친구들이다.
준기와 범수의 사랑을 동시에 받는 기자 최서영, 범수를 사랑하는 정치인 보좌관 정미리, 범수의 동생이며 준기를 좋아하지만 재문의 사랑을 받아들이는 장윤정이 이들과 애정 관계로 얽힌다.

## 등장 인물

### 주요 인물
- 류진 : 박준기 역
- 손지창 : 장범수 역
- 김소연 : 최서영 역
- 이정진 : 도재문 역
- 황인영 : 정미리 역
- 정다빈 : 장윤정 역

### 주변 인물
- 정욱 : 이대영 역 - 미래그룹 회장, 준기의 생부
- 유지인 : 박정혜 역 - 준기의 어머니
- 주현 : 장덕팔 역 - 범수와 윤정의 아버지
- 김용건 : 최철곤 역 - 서영의 아버지
- 김창숙 : 서영의 어머니 역
- 김영옥
- 이정훈 : 김형주 역
- 선우재덕 : 이현우 역 - 준기의 이복형
- 정호근 : 이건우 역
- 장용 : 안동권 역

## 참고 사항
- 1970년대 후반과 1980년대 초반의 유명 여배우인 유지인이 6년 만에 연예계에 복귀해 처음 출연한 드라마이다.
- 극 중 주인공 박준기가 기호 2번이 새겨진 노란띠를 두르고 유세를 하는 장면이 2002년 대한민국 대통령 선거에 출마하여 선거 운동 중이던 특정 후보(새천년민주당의 노무현 후보)를 연상시킬 수 있다는 점 때문에 선거방송심의위로부터 경고 조치를 받았다.[1]
- 연출자가 바뀌면서 제목과 주요 배우가 변경되었던 전작 <리멤버>가 그랬듯이 캐스팅 문제로 어려움을 겪어왔는데 당초 장동건, 유오성 등이 물망에 올랐으나 영화 촬영 등의 이유로 실패하였다.
- 이정진이 맡았던 건달 부두목 도재문 역은 당초 정성환이 낙점됐으나 탤런트 염정아와의 스캔들이 터졌던 것[2] 등의 개인사정 탓인지 출연을 포기했다.
- 황인영이 맡았던 정미리 역은 당초 이아현이 낙점되었으나 대본 연습 후 연기 톤 문제 때문에[3] 황인영으로 교체된 바 있었다
- 전작 <리멤버>가 그랬던 것처럼 여러 차례 폭력을 남발하여[4] 비난을 샀고 결국 기대 이하의 성적에 그쳤다.
- 최서영 역의 김소연은 <삼총사>의 전작인 리멤버에 안재욱과 공동 주연으로 캐스팅됐으나(당시 제목은 '해치') 담당 PD가 교체되어 출연을 포기했다[5].